# Будинок на вулиці Дорошенка, 16 (Львів)
Будинок за адресою вулиця Дорошенка, 16 у Львові — багатоквартирний житловий триповерховий будинок з магазинним приміщенням на першому поверсі. Пам'ятка архітектури місцевого значення № 92.

## Історія
Автор проєкту будинку невідомий, відомо лише, що зведена кам'яниця у 1890-х роках. З 1910 по 1912 рік, у будинку проживав відомий єврейський художник Вільгельм Вахтель. До початку другої світової війни на першому поверсі будинку розміщувався склад і ательє одягу Більбеля, ювелірний магазин Ропшюца та продаж килимів Бройтмана. За радянських часів тут були ательє мод другого розряду, пізніше, ремонт годинників, наприкінці 1980-х тут відкрився продуктовий магазин «Світоч», який працює і до сьогодні.

## Архітектура
Триповерховий цегляний будинок, тинькований, у плані побудови прямокутний зі анфіладним типом внутрішнього планування, зведений у стилі історизму. Фасад будинку симетричний, по центрі осі будинку розміщений портал входу з профільованим обрамуванням, над входом розміщено балкон, на ліпних кронштейнах, з кованою огорожею.Перший поверх рустований з вітринними вікнами. Другий поверх рустований, вікна з профільованим обрамуванням, завершені трикутними сандриками з картушами по центру, центральне вікно другого поверху виділене сегментним сандриком. На третьому поверсі вікна також з профільним обрамуванням, які завершені декоративними маскаронами у вигляді голів левів. Під вікнами другого та третього поверху полички у вигляді волют, та під вікнами другого поверху, ще є вставки у вигляді діамантових рустів, з розетками по боках. Будинок завершений профільованим карнизом, з кронштейнами та поясом іонік, під карнизом розміщені невеличкі вікна, які чергуються з вставками діамантового русту.